# Paralipsis eikoae
Paralipsis eikoae är en stekelart som först beskrevs av Keizo Yasumatsu 1951.  Paralipsis eikoae ingår i släktet Paralipsis och familjen bracksteklar. Inga underarter finns listade i Catalogue of Life.